# أسرة كابيه
حكمت أسرة كابيه (بالفرنسية: ميزو كابيتيين) أو الكابيتيون المباشرون، ويسمَّون أيضًا أسرة فرنسا، أو ببساطة الكابيتيون، مملكة فرنسا منذ عام 987 حتى 1328. كانت أسرة كابيه الخط الأقدم لسلالة الكابيتيين- وهي نفسها سلالة تُنسب إلى الروبرتيين. أطلق مؤرخو القرن التاسع عشر اسم «الكابيتيون» على كل من السلالة الحاكمة لفرنسا وعلى خط الأحفاد الذكور الأوسع انتشارًا لأوغو كابيه (نحو 939-996). لم يستخدم المعاصرون اسم «الكابيتيون» (انظر أسرة فرنسا). كان الكابيتيون يسمّون أحيانًا «سلالة الملوك الثالثة» (بعد سلالتي الميروفنجيون والكارولنجيون). يُستمد اسم «كابيه» من اللقب (بمعنى مشكوك فيه) الذي مُنح لأوغو، الملك الكابيتي الأول، الذي بات يُعرف بأوغو كابيه.
وصل الخط المباشر لسلالة الكابيه إلى نهايته عام 1328، حين فشل جميع أبناء فيليب الرابع الثلاثة في ترك ورثةٍ ذكور ناجين لعرش فرنسا. بموت شارل الرابع (حكم بين 1322-1328)، انتقل العرش إلى أسرة فالوا، المنحدرة من أخ أصغر لفيليب الرابع. انتقلت السلطة المَلَكية فيما بعد (عام 1589) إلى فرع كابيتيٍ آخر، أسرة بوربون، المنحدرة من الأخ الأصغر للويس التاسع (حكم بين 1226-1270) وإلى فرع أبناء أسرة بوربون (منذ عام 1830)، أسرة أورليان، وبقيت دائمًا بين يدي نسب أحفاد أوغو كابيه.

## تاريخ

### الملوك الكابيتيون الأوائل
كان أوغو كابيه الملك الكابيتي الأول (نحو 939-996)، كان نبيلًا فرنجيًا من إل دو فغانس، وصل إلى عرش فرنسا عبر الانتخاب بعد وفاة لويس الخامس (نحو 967-987)، الملك الكارولنجي الأخير. وباشر عندئذ بجعل الحكم وراثيًا ضمن عائلته بتأمينه انتخاب وتعيين ابنه روبيرت الثاني (972-1031) كملك مشارك. وبذلك انتقل العرش على نحو آمن إلى روبيرت عند وفاة والده، والذي اتّبع التقليد ذاته، كما فعل العديد من خلفائه الأوائل.
كان الملوك الكابيتيون في البادية حكامًا ضعيفين- إذ حكموا مباشرة بضعة أراضٍ صغيرة في إل دو فغانس ومقاطعة أورليان، والتي كانت جميعها تعُجّ باضطرابات، كانت بقية فرنسا مسيطرًا عليها من قبل حكامٍ مثل دوق نورماندي وكونت بلوا ودوق بورغندي (نفسه كان عضوًا من سلالة الكابيتيين بعد 1032) ودوق أكيتين (وجميعهم واجه إلى درجة تقل أو تزيد المشكلات عينها في السيطرة على محكوميهم). إلا أن سلالة كابيه كانت محظوظة كفاية لتنال دعم الكنيسة وتمكنت من تجنّب مشكلات الملكية القاصرة under-aged kingship، باستثناء فيليب الأول (1052-1108، والذي أصبح ملكًا في عمر الثامنة)، ولويس التاسع (1214-1270، الذي أصبح ملكًا في عمر الثانية عشر) وجان الأول الذي عاش حياة قصيرة (وُلد ومات في عام 1316 بعد حياة لأيام قليلة).

### الكابيتيون والبلانتاجانتيون
صعدت قوة أسرة كابيه في فرنسا لفترة وجيزة تحت حكم لويس السابع «الشاب» (1120-1180)، إذ تزوج لويس من إليانور (1122-1204)، وريثة دوقية آكيتين، وبات بالتالي دوقًا، كانت تلك أفضليةً اغتنمها بلهفة لويس السادس «السمين» (1081-1137)، والد لويس الشاب، حين طلب والد إليانور من الملك في وصيته أن يؤمّن زواجًا لائقًا للدوقة الشابة. إلا أن الزواج -وبالتالي إحدى سبل تعزيز قوة الكابيتيين- كان قد فشل: أنجب الثنائي فتاتين فقط، وعانوا من خلافات زوجية، ولكونه مجبرًا على ضمان مستقبل الأسرة، طلّق لويس إليانور (التي تزوجت من هنري الثاني ملك إنجلترا (1133-1189)، وستُعرف في التاريخ الإنجليزي بإليانور أكيتين)، وتزوج مرتين إضافيتين قبل أن يُنجب في نهاية المطاف بابن، فيليب ديودون (المُعطى من الله)، والذي سيتابع السلالة كفيليب الثاني أغسطس (1165-1223)، وسيكسر سلطة البلانتاجانت -عائلة إليانور وهنري الثاني- في فرنسا.
تزوّج لويس الثامن (1187-1226) -الابن الأكبر ووريث فيليب أغسطس- من بلانكا القشتالية (1188-1252)، حفيدة إليانور أكيتين وهنري الثامن ملك إنجلترا. وحاز باسمها على تاج إنجلترا، ملبّيًا نداء البارونات الإنجليز إذ جرى تعيينه لفترة قصيرة -على الرغم من التأكيد فيما بعد أنه لم يتوَّج- ملكًا على إنجلترا. غير أن الكابيتيين فشلوا في توطيد أنفسهم في إنجلترا، إذ أُرغم لويس على توقيع معاهدة لامبث التي أصدرت حكمًا قضائيًا قانونيًا بأنه لم يكن قط ملك إنجلترا، وعاد الأمير مُكرهًا إلى زوجته ووالده في فرنسا. ما كان أكثر أهمية لسلالته هو أنه سيغزو بويتو خلال فترة حكمه القصيرة (1223-1226)، وبعض أراضي لانغيدوك، وسيعلن البابا مصادرتها من ملاكها السابقين كجزء من الحملة الصليبية على الكثار. أُضيفت هذه الأراضي إلى التاج الفرنسي، الأمر الذي زاد من قوة أسرة كابيه.
خَلَف لويس التاسع -سان لويس- (1214-1270) لويس الثامن وهو طفل، ولكونه غير قادر على الحكم لعدة سنوات، تولّت أمه حكومة الممكلة، الملكة بلانكا الجبارة. كانت قد اختيرت أصلًا لتتزوج الوريث الفرنسي من قبل جدتها إليانور التي اعتبرتها أكثر ملاءمة لتكون ملكة الفرنجة من شقيقتها، كوصية على العرش، ثبت أنها كانت كذلك لكونها مشاركةً في الحكم الملكي ليس خلال فترة القصور الشرعي لابنها فحسب، بل وحتى عند قيامه بدوره بنجاح. ثبت أيضًا أن لويس كان ملكًا محل إشادة -رغم أنه كان قد أنفق الكثير من المال والجهد على الحملات الصليبية، فقط لتذهب هباء رياح- وبصفته ملكًا للفرنجة كان محط إعجابٍ لتقشفه وقوته وعدالته وشجاعته وإخلاصه لفرنسا. فيما يتعلق بالسلالة، أسس أسرتين كابيتيتين بارزتين: أسرة آنجو الكابيتيين (التي أسسها بمنحه مقاطعة آنجو لأخيه تشارلز (1227-1285))، وأسرة بوربون (التي أسسها بمنحه كليرمونت لابنه روبيرت (1256-1317) عام 1268، قبل تزويجه الرجل الشاب من وريثة بوربون، بياتريس (1257-1310))، ستمضي الأسرة الأولى لتحكم صقلية ونابولي وهنغاري، معانيًة خلال ذلك من عدة مآسي وكوارث، وستخلف الأسرة الثانية في النهاية العرش الفرنسي، وتضم نبارة في ذلك الوقت.

### أوج السلطة الملكية
عند وفاة لويس التاسع (الذي وُضع بعد فترة قصيرة على طريق التطويب الديني)، برزت فرنسا تحت حكم الكابيتيين كقوة تتمتع بالتفوق في أوروبا الغربية. استمر هذا الوضع إلى درجة كبيرة، إن لم يكن قد تعزّز، من قبل ابنه فيليب الثالث (1245-1285)، وابنه فيليب الرابع (1268-1314)، وحكم كل منهما بمساعدة مستشارين ملتزمين بمستقبل سلالة كابيه في فرنسا، وكذلك تزوج كل منهما –لأسباب مختلفة- زيجات سلالية. اتخذ فيليب الثالث من إيزابيل أولى زوجاته (1247-1271)، ابنة خايمي الأول ملك أراغون (1208-1276)، وبعد فترة طويلة من وفاتها، ادعى أحقية ابنه الثاني تشارلز (1270-1325) بعرش أراغون، استنادًا إلى كون تشارلز منحدرًا من ملوك آراغون عن طريق إيزابيل. لسوء حظ الكابيتانيين، باءت المحاولة بالفشل. وتوفي الملك بعد إصابته بالزحار في بيربينيا، وخلفه ابنه فيليب الرابع.
كان فيليب الرابع قد تزوج من جين (1271-1305)، وريثة نبارة وشامبانيا. ومن خلال هذا الزواج، ضمّ هذه الأقاليم إلى التاج الفرنسي. انخرط في صراعات مع البابوية، واختطف في نهاية المطاف البابا بونيفاس الثامن (نحو 1235-1303)، وضمِن تعيين فرنسيٍ أكثر تعاطفًا، البابا كليمنت الخامس، بيرتراند دي غوث (1264-1314)، وعزز قوة وثروة التاج بإلغاء تنظيم فرسان المعبد العسكري، واستولى على أمواله. وما هو أكثر أهمية في التاريخ الفرنسي، دعا إلى اجتماع الجمعية التشريعية الأولى–عام 1302- وفي عام 1295 أسس ما يسمى «تحالف الأولد» مع الاسكتلنديين، الذين كانوا يقاومون الهمينة الإنجليزية في ذلك الوقت. توفي عام 1314، بعد أقل من عام على إعدام قادة فرسان المعبد- قيل إنه دُعي للمثول أمام الله من قبل جاك دو مولاي (توفي عام 1314)، الرئيس الأعلى لفرسان المعبد، عند إعدام الأخير حرقًا، وقد قيل أيضًا أن دو مولاي كان قد شتم الملك وأسرته.